# Richard Reid
Richard Colvin Reid (Bromley, 12 augustus 1973) is een Brits-Jamaicaans terrorist. Hij werd in 2003 in de Verenigde Staten veroordeeld tot een levenslange gevangenisstraf op beschuldiging van terrorisme. Hij wordt gedetineerd in ADX Florence in Colorado.
Reid gebruikt ook de naam Abdul Raheem en wordt vaak door de media aangeduid als de schoenbomman. Met in zijn schoenen verborgen pentriet deed hij een mislukte poging tot het vernietigen van een passagiersvliegtuig (American Airlines-vlucht 63) terwijl dit boven de Atlantische Oceaan vloog. Volgens Al Qaida-lid Mohammed Mansour Jabarah (gevangengenomen en ondervraagd in Oman in 2002) was Reid lid van Al Qaida en op een bommissie gestuurd door Khalid Sjeik Mohammed, een leidinggevend lid van de organisatie.